# Prawit Wongsuwan
Prawit Wongsuwan (tiếng Thái: ประวิตร วงษ์สุวรรณ, phiên âm: Bơ-ra-vít Vông-xu-van, sinh ngày 11 tháng 8 năm 1945) là một tướng lĩnh người Thái Lan. Ông còn là cựu Phó thủ tướng từ ngày 31 tháng 8 năm 2014 đến ngày 1 tháng 9 năm 2023. Từ năm 2004 đến năm 2005, ông là Tổng tham mưu trưởng của Quân đội hoàng gia Thái Lan. Từ năm 2008 đến năm 2011 và từ năm 2014 đến năm 2019, ông là Bộ trưởng Bộ Quốc phòng dưới thời cựu thủ tướng Abhisit Vejjajiva và thủ tướng Prayuth Chan-ocha.

## Cuộc đời và sự nghiệp
Prawit là con của Thiếu tướng Prasert Wongsuwan. Ông có bốn em trai: Thượng nghị sĩ Sithawat Wongsuwan, Cảnh sát trưởng Patcharawat Wongsuwan (cựu Tổng Tham mưu của Cảnh sát Hoàng gia Thái Lan), ông Pongphan Wongsuwan, và Phanpong Wongsuwan. Prawit theo học tại trường dự bị Saint Gabriel và trường Cao đẳng chuẩn bị cho Học viện Quân sự (lớp 6, tốt nghiệp năm 1965)
Sau khi tốt nghiệp Học viện Quân sự Hoàng gia Chulachomklao (lớp 17) năm 1969, ông trở thành một sĩ quan trong Trung đoàn bộ binh 21 (Bảo vệ Nữ hoàng). Năm 1978, ông đã hoàn thành khoá học Cán bộ Tư lệnh Thái Lan. Năm 1984, ông được chuyển sang Trung đoàn Bộ Binh 12, trong đó ông trở thành Phó Tư lệnh năm 1986, và chỉ huy vào năm 1989. Năm 1992, ông được bổ nhiệm làm phó phụ tá. Năm 1996, ông được bổ nhiệm làm Tư lệnh Sư đoàn bộ binh 2. Sau khi tốt nghiệp Đại học Quốc phòng Thái Lan năm 1997, ông trở thành phó chỉ huy, và năm 1998 chỉ huy vùng 1. Quân đội (chịu trách nhiệm về Bangkok và miền Trung Thái Lan). Năm 2001, ông được bổ nhiệm làm trợ lý Tổng tham mưu cho chi nhánh quân đội. Ông trở lại chỉ huy Vùng 1, trước khi được bổ nhiệm Phó Tổng Tư lệnh Quân đội năm 2003 và Tổng tư lệnh năm 2004. Sau khi nghỉ hưu từ nhiệm vụ quân sự, ông ta đã trở thành một thẩm phán tại tòa án tối cao. Sau cuộc đảo chánh năm 2006, ông được bổ nhiệm làm thành viên của Quốc hội Lập pháp Quốc gia.
Tháng 12 năm 2008, ông được bổ nhiệm làm Bộ trưởng Bộ Quốc phòng trong nội các của Thủ tướng Abhisit Vejjajiva, phục vụ cho đến tháng 8 năm 2011.
Prawit được biết đến với tên gọi là "con hổ phía đông", người thường bắt đầu sự nghiệp của họ tại trung đoàn bộ binh 21 (có tên gọi là "hổ tỳ nữ hoàng") có trụ sở tại Prachinburi ở phía Đông Thái Lan. Nhóm này bao gồm cựu Tổng tư lệnh Anupong Paochinda và người kế nhiệm ông Prayuth Chan-ocha.
Prawit thường được coi là người ủng hộ các cuộc biểu tình chống chính phủ trong cuộc khủng hoảng chính trị Thái Lan năm 2013-2014, được trích dẫn như một nhà lãnh đạo tiềm năng trong những tin đồn đảo chính (mà ông đã từ chối) hoặc như một ứng cử viên cho chức Thủ tướng trong trường hợp phong trào chống chính phủ thành công.

## Cấp bậc[5]
- Sư đoàn bộ binh số 2 của Hoàng hậu Bảo vệ, Tư lệnh, 1996
- Tư lệnh Quân đoàn số 1, 1998
- Tư lệnh Quân khu số 1, 2002
- Tư lệnh trưởng, RTA, 2004
- Chủ tịch Uỷ ban về Các Nhóm Các Vụ Chính phủ độc lập

## Giáo dục[5]
- Trường Chuẩn Bị Các Trường Học Lực lượng Vũ Trang (AFAPS), 1965
- Học viện Quân sự Hoàng gia Chulachomklao (CRMA), 1969
- Bộ Tư lệnh và Đại học Nhân viên Tổng hợp (CGSC), 1978
- Cao đẳng Quốc phòng (NDC), 1997

## Tặng thưởng[5]
- Chữ thập vĩ đại của Hiệp sĩ (bậc nhất) của Bộ trật tự Voi trắng nhất, 1997
- Hiệp sĩ hiệp sĩ (đặc biệt) của Dòng Hầu Hạng nhất của Voi trắng, 2004
- Người đồng hành lớn (Lớp thứ ba, Trình độ cao hơn) của Dòng uy tín nhất của Chulachomklao., 2005

## Cuộc đảo chính năm 2014
Theo Paul Sanderson, viết cho New Mandala, Wongsuwan "được xem là kiến trúc sư của cuộc đảo chính năm 2014". Sau cuộc đảo chính ngày 22 tháng 5 năm 2014, chính quyền quân sự đã chỉ định Wongsuwan Chủ tịch "Ủy ban cố vấn" của mình. Ngày 31 tháng 8 năm 2014, ông được bổ nhiệm làm Phó Thủ tướng và Bộ trưởng Bộ Quốc phòng trong nội các của Prayuth. Ngày 16 tháng 9, ông được bổ nhiệm làm Phó Chủ tịch Hội đồng Hòa bình và Trật tự Quốc gia.